# 職業能力開発総合大学校東京校
職業能力開発総合大学校東京校（しょくぎょうのうりょくかいはつそうごうだいがっこうとうきょうこう、英語:Tokyo Institute, Polytechnic University）は、職業能力開発総合大学校の先導的な高度職業訓練機能を担う施設名であった。専門課程及び応用課程の高度職業訓練が行われ、次世代を担う高度技能者の養成を目的としていた。2012年（平成24年）度に職業能力開発総合大学校に統合されたため、以降、この施設名は使用されない。

## 沿革
- 1974年（昭和49年）- 職業訓練大学校付属短期学部を東京都小平市に設立する
- 1975年（昭和50年）- 東京職業訓練短期大学校に改組する
- 1993年（平成5年）- 東京職業能力開発短期大学校と改名する
- 1999年（平成11年）- 職業能力開発総合大学校東京校と改名し、職業能力開発総合大学校の一組織となる
- 2012年（平成24年）- 職業能力開発総合大学校に統合される

## 高度職業訓練の課程

### 学卒者訓練
主に高等学校卒業者等を入学対象者とする職業訓練である。

#### 専門課程
専門課程には、以下の訓練科がある。専門課程の卒業者が公務員に採用された場合は、人事院規則により学校教育法による短大（2年制）卒と同格と格付けされている。また、卒業すると職業能力開発総合大学校長期課程3年に編入することができるが、編入者が長期課程を卒業しても学士の学位を受けることはできない。入学金は169,200円である。平成23年度の入学生の卒業をもって廃止された。
- 生産技術科（2012年（平成24年）度より募集停止）
- 制御技術科（2011年（平成23年）度より募集停止）[2]
- 電子情報技術科（2012年（平成24年）度より募集停止）
- 建築科（2012年（平成24年）度より募集停止）
- インテリア科（2011年（平成23年）度より募集停止）[2]
- 環境化学科（2011年（平成23年）度より募集停止）[2]
- 産業デザイン科（2011年（平成23年）度より募集停止）[2]
- 住居環境科（日本版デュアルシステム）（2010年（平成22年）10月より募集停止）[2]

#### 応用課程
応用課程には、以下の訓練科がある。応用課程の卒業者が公務員に採用された場合は、人事院規則により4年制大学卒と同格と格付けされるが、学士の学位を受けることはできない。入学金は112,800円である。平成25年度の入学生の卒業をもって廃止される。
- 生産機械システム技術科（2014年（平成26年）度より募集停止）
- 生産電子情報システム技術科（2011年（平成23年）度より募集、2014年（平成26年）度より募集停止）[2]
- 生産電子システム技術科（2011年（平成23年）度より募集停止）[2]
- 生産情報システム技術科（2011年（平成23年）度より募集停止）[2]
- 建築施工システム技術科（2014年（平成26年）度より募集停止）

### 在職者訓練
在職者訓練として、以下の職業訓練を実施している。

#### 専門短期課程
2011年4月現在、能力開発セミナーを実施している。

#### 応用短期課程
2011年4月現在、10日間以上の企業人スクールを実施している。

## 普通職業訓練の課程

### 離職者訓練

#### 短期課程
普通職業訓練の短期課程では、2010年度は離職者訓練として以下の職業訓練を実施したが、2011年度は実施しない。
- ネットワークシステム構築科（6ヶ月特別コース）

## 学生生活（専門課程および応用課程）
- 学生は、学割等の恩恵にあずかることができる。
- 経済的理由により訓練を継続することが困難な者は、技能者育成資金融資制度の貸与を受けることができる（所得及び学業成績の審査がある）。独立行政法人日本学生支援機構の奨学金を借り受けることはできない。
- 東京校内に、学生用に143名分の学生寮がある。希望者多数の場合は抽選により入寮者を決定する。

## 受託・共同研究
事業主や団体の技術上の問題や課題を解決するための支援として受託研究や共同研究を行っている。

## 事業内援助
事業主や団体が実施する能力開発について、施設貸与や講師派遣などを行っている。

## 所在地・交通アクセス
- 所在地：〒187-0035 東京都小平市小川西町2-32-1
- 交通アクセス：西武線小川駅から徒歩5分以内。JR武蔵野線新小平駅からは徒歩20分～25分ほど。

## 公式サイト
- 職業能力開発総合大学校